# رابرت بوسکوویچ
رابرت بوسکوویچ (انگلیسی: Robert Boskovic؛ زادهٔ ۱ ژوئیهٔ ۱۹۹۸) بازیکن فوتبال اهل کانادا است.